# Кёнен, Вильгельм
Вильгельм Кёнен (нем. Wilhelm Koenen; 7 апреля 1886, Гамбург — 19 октября 1963, Берлин) — деятель германского и мирового коммунистического движения.

## Биография
Родился в семье плотника, социалиста по убеждениям, и поварихи. Окончив школу, в 1900—1903 годах учился в коммерческом училище. В 1903 году вступил в Социал-демократическую партию Германии. В 1904 году устроился на работу в книжный магазин в Киле. Посещал занятия в рабочей образовательной школе в Гамбурге и социал-демократической партийной школе в Берлине. В 1907 году начал работать газетным корреспондентом в Киле, затем в Берлине, в 1911 году стал редактором социал-демократической газеты Volksblatt в Галле.
В 1917 году вместе с большинством местного актива вошёл в Независимую социал-демократическую партию, принадлежал к её левому крылу, выступал за вступление партии в Коминтерн. В дни Ноябрьской революции 1918—1919 годов был комиссаром совета рабочих и солдатских депутатов района Галле — Мерзебург. В 1919—1920 годах избран депутатом Веймарского учредительного собрания. В 1919 году состоял в правлении Центрального комитета НСДПГ. В декабре 1920 года выступал на конгрессе, объединившем Коммунистическую партию Германии и левое крыло НСДПГ.
В первой половине 1921 года Кёнен приехал в Москву, где был кооптирован в Президиум исполкома Коминтерна. Участвовал в подготовке Третьего конгресса Коминтерна, в ходе проведения конгресса в июне был его сопредседателем, совместно с Отто Куусиненом участвовал в работе над тезисами о строении и организационной деятельности коммунистических партий. 16 июля, после окончания конгресса, избран членом вновь созданной Международной контрольной комиссии.
Член ЦК КПГ в 1920—1921, 1923—1924, 1929—1945 годы В январе 1924 приехал в Москву в составе немецкой делегации, отчитавшейся ИККИ о причинах поражения Восстания 1923 года.
В 1920—1932 годах представлял компартию в рейхстаге Веймарской республики, а в 1926—1932 годах ещё и в городском совете Берлина. В 1932 году избран депутатом в прусский ландтаг.
В 1925 году активно поддержал политическую линию Эрнста Тельмана. В 1929—1932 годах занимал пост политического секретаря КПГ в районе Галле — Магдебург. Был одним из 40 участников встречи ЦК КПГ 7 февраля 1933 года, через неделю после прихода гитлеровцев к власти в Германии — последней встрече ЦК, на которой присутствовал Э. Тельман.
Оказавшись вечером 27 февраля в здании рейхстага накануне его поджога, был вынужден давать под присягой показания о своей невиновности в поджоге (алиби подтвердили служители ресторана, где он ужинал вместе с другим депутатом Торглером).
В июне 1933 года по решению партийного руководства покинул Германию, сначала в оккупированную Саарскую область, а затем во Францию, где участвовал в попытке создания Народного фронта против фашистов в Германии. В 1935—1938 годах проживал в Чехословакии, где женился на немецкой коммунистке Эмми Дамериус. Семья переехала в Великобританию, где была интернирована как «враждебные иностранцы»: Эмми была выслана на остров Мэн, Вильгельм — в Канаду (до 1942 года). В 1943 году Кёнен стал одним из основателей движения «Свободная Германия» в Лондоне. В 1944 году работал на пропагандистском радиоканале «Солдатское радио из Кале» (нем. Soldatensender Calais).
В 1945 году вернулся в Германию, участвовал в восстановлении КПГ. После объединения СДПГ и КПГ в Социалистическую единую партию Германии работал над формированием новой партии в Восточной Германии, параллельно до 1946 года занимал должность главного редактора газеты КПГ Freiheit в Галле, позднее преобразованной в Mitteldeutsche Zeitung. В 1946 году вошёл в состав ЦК СЕПГ. В 1946—1949 годах был депутатом ландтага Саксонии. С 1949 года и до своей смерти был депутатом Народной палаты ГДР. В 1955 году стал руководителем Межпарламентской группы ГДР.
Умер в 1963 в Берлине. Похоронен в Мемориале социалистов на кладбище Фридрихсфельде.

## Награды
В 1956 году награждён орденом Карла Маркса.

## Память
- Имя Вильгельма Кёнена носит улица в Зангерхаузене.
- В 1976 году, к столетию Вильгельма Кёнена, почтой ГДР была выпущена марка с его портретом.

## Семья
- Брат Бернхард Кёнен — также известный деятель коммунистического движения Германии и также похоронен в Мемориале социалистов.
- Первая жена — Марта Кёнен, урождённая Фридрих. Вторая супруга — Эмми Дамериус, урождённая Цадах, в 1922—1927 годах состоявшая в браке с режиссёром Гельмутом Дамериусом.
- Старший сын Генрих Кёнен — член комсомола Германии, позднее советский разведчик, арестован гестапо 29 октября 1942 года в доме Ильзы Штёбе и расстрелян в феврале 1945 года в концлагере Заксенхаузен.